# Dynamic Duo
Dynamic Duo (coréen : 다이나믹듀오) est un groupe de hip-hop sud-coréen, originaire de Séoul. Il est constitué des rappeurs Choiza et Gaeko. La gloire commence en 2004 avec leur premier album Taxi Driver, qui est devenu le meilleur album de hip-hop sud-coréen en termes de ventes. Ils sont signés chez Amoeba Culture, le label hip-hop qu'ils ont fondé en 2006,,.

## Biographie
Choiza et Gaeko sont amis depuis l'enfance, et débutent en 1999 avec le trio hip-hop CB Mass. Le groupe sort trois albums avant de se séparer en 2003, après avoir découvert que le troisième membre de CB Mass volait de l'argent au groupe,.
Dynamic Duo commence l'année suivante avec l'album Taxi Driver. C'est devenu le meilleur album hip-hop en termes de ventes en Corée du Sud avec 50 000 copies écoulées dans le premier mois suivant sa sortie. Leur second album sorti en 2005, Double Dynamite, remporte le prix du meilleur album hip-hop aux Korean Music Awards de 2006.
Après avoir créé leur label Amoeba Culture en 2006, Dynamic Duo sortent leur troisième album Enlightened en 2007. Cette année, ils gagnent également le prix du Meilleur clip vidéo aux Mnet Asian Music Awards pour leur chanson Attendance Check. Ils sortent deux albums supplémentaires, Last Days en 2008 et Band of Dynamic Brothers en 2009, avant qu'ils partent tous les deux faire leur service militaire obligatoire le 12 octobre 2009. Avant d'être séparés, ils ont reçu ensemble l'entraînement militaire basique dans le même camp à Uijeongbu dans la province de Gyeonggi,. Choiza et Gaeko ont aussi individuellement produit et enregistré leurs propres singles sur le projet "NOWorkend": une série de singles sortis tout droit d'Amoeba Culture représentant les chansons des artistes du label, ce qui montre un aspect complètement différent d'eux à leurs fans.
En 2013, leur septième album, intitulé Lucky Numbers, était prévu de sortir en juillet. L'album comporte des morceaux avec des artistes tels que Hyorin de Sistar, Primary, Zion.T et Supreme Team. Leur huitième album, Grand Carnival, est sorti en novembre 2015.

## Discographie

### Albums studio
| Titre                    | Détails                                            | Meilleure position |
| Titre                    | Détails                                            | COR                |
| ------------------------ | -------------------------------------------------- | ------------------ |
| Taxi Driver              | - Sortie: 17 mai 2004 - Label: EMI                 | N/A                |
| Double Dynamite          | - Sortie: 26 octobre 2005 - Label: CJ E&M          | N/A                |
| Enlightened              | - Sortie: 30 mai 2007 - Label: Amoeba Culture      | N/A                |
| Last Days                | - Sortie: 21 août 2008 - Label: Amoeba Culture     | N/A                |
| Band of Dynamic Brothers | - Sortie: 7 octobre 2009 - Label: Amoeba Culture   |                    |
| Digilog 1/2              | - Sortie: 23 novembre 2011 - Label: Amoeba Culture | 6                  |
| Digilog 2/2              | - Sortie: 4 janvier 2012 - Label: Amoeba Culture   | 1                  |
| Lucky Numbers            | - Sortie: 1er juillet 2013 - Label: Amoeba Culture | 2                  |
| Grand Carnival           | - Sortie: 17 novembre 2015 - Label: Amoeba Culture | 12                 |
| OFF DUTY                 | - Sortie: 26 novembre 2019 - Label: Amoeba Culture |                    |

### EP
| Titre               | Détails                                |
| ------------------- | -------------------------------------- |
| Love Is Enlightened | - Sortie: 2007 - Label: Amoeba Culture |

## Récompenses et nominations

### Golden Disk Awards
| Année | Prix                 | Travail nommé | Résultat | Référence |
| ----- | -------------------- | ------------- | -------- | --------- |
| 2007  | Meilleur rap/hip-hop | Enlightened   | Lauréat  | [ 10 ]    |

### MelOn Music Awards
| Année | Prix                 | Travail nommé | Résultat   | Réf.   |
| ----- | -------------------- | ------------- | ---------- | ------ |
| 2012  | Top 10 Artistes      | Dynamic Duo   | Nomination | [ 11 ] |
| 2012  | Meilleur rap/hip-hop | Without You   | Lauréat    | [ 11 ] |
| 2013  | Artistes de l'année  | Dynamic Duo   | Nomination | [ 12 ] |
| 2013  | Top 10 Artistes      | Dynamic Duo   | Lauréat    | [ 12 ] |
| 2013  | Album de l'année     | Lucky Numbers | Nomination | [ 12 ] |

### Mnet Asian Music Awards
| Année | Prix                          | Travail nommé           | Résultat   | Réf.   |
| ----- | ----------------------------- | ----------------------- | ---------- | ------ |
| 2004  | Meilleur clip hip-hop         | Ring My Bell            | Nomination | [ 13 ] |
| 2006  | Meilleur clip hip-hop         | Go Back                 | Nomination | ,      |
| 2006  | Meilleur clip                 | Go Back                 | Nomination | ,      |
| 2007  | Meilleur clip                 | Attendance Check (출첵) | Lauréat    | [ 16 ] |
| 2007  | Meilleur clip                 | Complex                 | Nomination | [ 17 ] |
| 2007  | Meilleure performance hip-hop | Attendance Check (출첵) | Nomination | [ 17 ] |
| 2008  | Meilleur clip                 | Solo                    | Nomination | [ 18 ] |
| 2008  | Meilleure performance hip-hop | Solo                    | Nomination | [ 18 ] |
| 2009  | Meilleure performance hip-hop | Guilty                  | Nomination | [ 19 ] |
| 2013  | Meilleure performance rap     | BAAAM                   | Lauréat    | [ 20 ] |

### Show Champion
| Année | Date       | Chanson |
| ----- | ---------- | ------- |
| 2013  | 10 juillet | BAAAM   |

### M! Countdown
| Année | Date        | Chanson    |
| ----- | ----------- | ---------- |
| 2013  | 11 juillet  | BAAAM      |
| 2014  | 23 octobre  | No Make Up |
| 2015  | 26 novembre | Jam        |

### Music Bank
| Année | Date       | Chanson |
| ----- | ---------- | ------- |
| 2013  | 12 juillet | BAAAM   |

### Show! Music Core
| Année | Date       | Chanson |
| ----- | ---------- | ------- |
| 2013  | 13 juillet | BAAAM   |